# Alphonse Verwimp
Alphonse Verwimp, né le 22 mai 1885 à Geel (Belgique) et décédé le 10 octobre 1964 à Mol (Belgique), était un prêtre jésuite belge, missionnaire au Congo belge. Il fut vicaire apostolique puis premier évêque de Kisantu de 1931 à 1960.

## Éléments biographiques
Entré chez les Jésuites le 23 septembre 1903 et ordonné prêtre le 17 mai 1917 Verwimp est envoyé comme missionnaire au Congo belge. Lorsque le vicariat apostolique de Kisantu est créé il en est le vicaire apostolique (23 juin 1931) et reçoit la consécration épiscopale des mains de l’archevêque de Malines, le cardinal Joseph-Ernest Van Roey le 28 octobre 1931. 
Cinq jeunes filles de l’école normale de Lemfu désirant devenir religieuses Verwimp crée pour elles (en 1940) une congrégation religieuse féminine diocésaine, les Sœurs de Sainte-Marie de Kisantu [SSMK]. Les religieuses qui sont aujourd’hui au nombre de 150, œuvrent dans trois diocèses de la R.D. du Congo. 
En 1958 il ouvre le petit séminaire de Kingunda. 
Quelques mois avant l’indépendance du pays la hiérarchie catholique est érigée au Congo et Kisantu est élevé au rang de diocèse (19 novembre 1959) Verwimp en est le premier évêque titulaire. Un an plus tard, à l’âge de 75 ans, il donne sa démission, anticipant une norme qui sera adoptée universellement dans l'Église catholique après Vatican II.  L’évêque émérite participe cependant aux deux premières sessions du Concile Vatican II. 
Alphonse Verwimp meurt le 11 octobre 1964.

## Souvenir
- Un ‘Lycée Verwimp’ a été fondé à Kisantu.